# Parco dell'Acqua ASM Gianni Panella
Il Parco dell'Acqua è una zona verde pubblica situata nella zona centro-orientale della città di Brescia, ai piedi dei resti delle mura medioevali. È intitolato all'Azienda dei Servizi Municipalizzati (ASM, odierna A2A) e all'ex sindaco di Brescia Gianni Panella.

## Storia

### Stazione di Piscicultura
Nel luogo dove sorge attualmente il Parco dell'Acqua, si trovava in epoca romana il porto commerciale della città di Brescia, trasformato in Stazione di Piscicultura il 7 settembre 1888 attraverso Regio Decreto, utilizzandola come centro di ricerca ittiologica con l'obiettivo di ripopolare fiumi e laghi dell'Alta Italia, di rilasciare autorizzazioni per l'uso di acque pubbliche a scopo industriale e/o irriguo e provvedere all'insegnamento di ittiologia e piscicoltura, salvaguardando così il patrimonio ittico. La Stazione di Piscicoltura viene inaugurata ufficialmente l'8 febbraio 1892: l'ideazione fu dell'ittiologo Eugenio Bettoni, che ne fu il direttore fino al 1898, anno della sua morte. La Stazione trova dimora nella fossa delle mura urbane di Brescia, sul fianco orientale del bastione di Canton Mombello, su una superficie di quasi 12000 m2, ricchi di acqua grazie allo scorrere della roggia Canevrella. La struttura è composta da dodici vasche, laboratori, gabinetti di analisi, biblioteca scientifica e sala conferenze.

### Stabilimento Ittiogenico
Nel 1921 la Stazione di Piscicoltura diventa Stabilimento Ittiogenico, ma mantiene inalterata la struttura di base. Agli obiettivi originari si aggiungono la tutela della pesca in acque dolci, il controllo e la prevenzione dell'inquinamento e la divulgazione delle corrette tecniche di pesca.
Gli anni '50 segnano il declino dello Stabilimento Ittiogenico, che aveva già dovuto combattere i problemi causati dall'inquinamento della roggia Canevrella. La pesca professionale o per necessità alimentari andava scomparendo come conseguenza del boom economico nato in quegli anni, lasciando il posto alla pesca sportiva. In questi anni continuano ad esserci problemi legati all'inquinamento causato dagli scarti che le industrie manifatturiere che disperdevano nei fiumi e laghi senza alcun controllo. Inoltre, con la nascita delle Regioni, la struttura passa nel 1978 alla competenza della Regione Lombardia, la quale non ritenne opportuno fare investimenti in questa direzione, lasciando l'edificio inutilizzato.
La situazione di degrado si accentua notevolmente con la nevicata del 1985 che provoca il crollo di alcuni tetti degli edifici. Nel 1996, il Comune di Brescia rileva l'area dalla Regione Lombardia, con impegno a destinarla ad uso pubblico.

### Parco dell'Acqua
Il Parco dell'Acqua di Brescia a partire dal 2008 subisce una profonda ristrutturazione. Il progetto viene portato avanti dal Comune di Brescia in collaborazione da ASM e Arte Giardino s.n.c. L'idea è di dividere l'area in tre lotti (Area Ludica, Acquario e Ristoro) e di restaurare le mura venete, visto lo stato di degrado in cui versavano.
Il complesso destinato alla zona Acquario rappresenta l'unico esempio in Italia di lago artificiale strettamente connesso al centro storico e dotato di un tunnel subacqueo per la visione dei pesci. Il Museo di Scienze Naturali e l'Acquario di Milano si sono offerti di collaborare al progetto, offrendo le loro competenze. L'idea è quella di realizzare un Parco dell'Acqua che potesse ricordare l'Istituto Ittiogenico e la Regia Stazione di Piscicoltura.

### Ambiente
Nel 2010 il Comune di Brescia, dopo bando di gara, assegna una concessione di 18 anni alla società attuale, AmbienteParco, con un progetto per fare dell'area un "Science Center", realizzando e gestendo percorsi a tema ambientale rivolti alle scuole e alla cittadinanza sul tema della sostenibilità. All'interno si possono trovare esposizioni museali dedicate ad acqua, abitare sostenibile, energie rinnovabili, mobilità e matematica, laboratori ed attività ludiche, un parco scientifico immerso nel verde, due parchi giochi attrezzati per bambini e un lago artificiale.